# Meteo RSI
Meteo RSI è la rubrica della RSI dedicata alle previsioni del tempo. È nota soprattutto con l'appellativo la Meteo. Fino al 31 dicembre 1992 andava in onda come parte integrante del telegiornale. Dal giorno dopo, 1º gennaio 1993, la rubrica diventa autonoma.

## Programma
Il programma va in onda in coda alle edizioni del TG RSI delle ore 12:30, delle ore 20:00 e dopo quello della notte che è a orario variabile e segue sempre il TG della notte.
I conduttori sono Simona Bernasconi, Rosita Orlando e Lorenzo Di Marco che si alternano a presentare. Una particolarità dell'edizione sul mezzogiorno è che non sono presenti in studio ma si sente sempre solo la voce di uno di loro che commenta la situazione. 
Hanno fatto parte della redazione meteo: 
- Piernando Binaghi (ha terminato la conduzione, dopo 20 anni alla guida del team Meteo, il 27 gennaio 2019. Nell'edizione serale ha salutato i telespettatori, ringraziandoli per l'affetto dimostratogli)
- Enea Zuber
- Samuela Baratella
- Barbara Raveglia
- Julie Arlin
- Sabrina Balestrieri
- Davide Gagliardi
- Elisa Volonterio
- Cristina Marci
- Silvia Ongaro
- Valeria Zanolli
- Prisca Dindo
- Emanuele Giannotta

Nell'edizione delle 20.35 viene descritta la situazione della giornata appena trascorsa, la situazione atmosferica registrata da satellite, l'evoluzione elaborata dai modelli matematici e le previsioni per la giornata seguente per le varie regioni della Svizzera (mattina e pomeriggio) con le indicazioni sulle temperature minime e massime; seguono le informazioni sui venti e sull'altitudine dove si registrerà (sulle Alpi) lo zero termico (altezza 0 °C) o quella al livello di altezza su 2000 metri, quindi, sempre separate tra nord e sud, le previsioni per i 3 giorni seguenti e la tendenza per i 3 giorni successivi. 
Durante l'edizione della notte vengono presentate le previsioni per l'intero continente europeo, per la parte nord-alpina della Svizzera ed una per la regione della Svizzera italiana. Oltre a ciò si fanno vedere anche le effemeridi.
La meteo va in onda anche in versione radiofonica su RSI Rete Uno con flash sia all'interno dei notiziari che pochi minuti prima di ciascuna edizione del Radiogiornale.
Tutti i dati delle previsioni meteorologiche provengono da MeteoSvizzera.